# Wanida Boonwan
Wanida Boonwan (in thai: วนิดา บุญวรรณ; Ubon Ratchathani, 30 agosto 1986) è un'altista thailandese.

## Biografia
Boonwan ha esordito internazionalmente nel 2002, prendendo parte ai Campionati asiatici juniores di Bangkok. Solo nel 2007 rientrerà a far parte della nazionale seniores gareggiando soprattutto a livello regionale e continentale, soprattutto ai Giochi del Sud-est asiatico, come la medaglia d'oro conquistata nel 2015 a Singapore e replicata nel 2019 a Manila.
A livello mondiale, Boonwan ha preso parte a due edizioni delle Universiadi, ai Mondiali di Taegu 2011 e ai Giochi olimpici di Londra 2012.

## Palmarès
| Anno | Manifestazione              | Sede         | Evento        | Risultato | Prestazione | Note |
| ---- | --------------------------- | ------------ | ------------- | --------- | ----------- | ---- |
| 2002 | Campionati asiatici U20     | Bangkok      | Salto in alto | 5ª        | 1,65 m      |      |
| 2007 | Universiadi                 | Bangkok      | Salto in alto | 7ª        | 1,85 m      |      |
| 2007 | Giochi asiatici indoor      | Macao        | Salto in alto | 5ª        | 1,80 m      |      |
| 2007 | Giochi del Sud-est asiatico | Korat        | Salto in alto | Bronzo    | 1,84 m      |      |
| 2009 | Giochi del Sud-est asiatico | Vientiane    | Salto in alto | Argento   | 1,88 m      |      |
| 2009 | Giochi asiatici indoor      | Hanoi        | Salto in alto | Bronzo    | 1,91 m      |      |
| 2010 | Giochi asiatici             | Canton       | Salto in alto | 7ª        | 1,84 m      |      |
| 2011 | Universiadi                 | Shenzen      | Salto in alto | 7ª        | 1,86 m      |      |
| 2011 | Campionati asiatici         | Kōbe         | Salto in alto | 6ª        | 1,85 m      |      |
| 2011 | Mondiali                    | Taegu        | Salto in alto | 21ª (q)   | 1,85 m      |      |
| 2011 | Giochi del Sud-est asiatico | Palembang    | Salto in alto | Argento   | 1,87 m      |      |
| 2012 | Giochi olimpici             | Londra       | Salto in alto | 29ª (q)   | 1,80 m      |      |
| 2013 | Campionati asiatici         | Pune         | Salto in alto | 8ª        | 1,81 m      |      |
| 2013 | Giochi del Sud-est asiatico | Naypyidaw    | Salto in alto | Argento   | 1,80 m      |      |
| 2014 | Giochi asiatici             | Incheon      | Salto in alto | 5ª        | 1,85 m      |      |
| 2015 | Giochi del Sud-est asiatico | Singapore    | Salto in alto | Oro       | 1,85 m      |      |
| 2017 | Campionati asiatici         | Bhubaneswar  | Salto in alto | 5ª        | 1,80 m      |      |
| 2017 | Giochi del Sud-est asiatico | Kuala Lumpur | Salto in alto | 4ª        | 1,83 m      |      |
| 2017 | Giochi asiatici indoor      | Aşgabat      | Salto in alto | 4ª        | 1,79 m      |      |
| 2018 | Giochi asiatici             | Giacarta     | Salto in alto | 9ª        | 1,75 m      |      |
| 2019 | Giochi del Sud-est asiatico | Manila       | Salto in alto | Oro       | 1,81 m      |      |